# Georg Münzer
Georg Münzer (* 4. September 1866 in Breslau; † 24. April 1908 in Berlin) war ein deutscher Musikwissenschaftler. Er arbeitete zur schlesischen Musikgeschichte, zum Meistergesang und zu Komponisten, hauptsächlich Franz Liszt und Richard Wagner.

## Leben
Münzer wurde am 4. September 1866 in Breslau geboren. Seine Eltern waren Hermann und dessen Ehefrau Fanny Münzer (geb. Fränkel). Nach dem Abitur am Fridericianum (März 1886) studierte er in seiner Heimatstadt Musik und Komposition bei Moritz Brosig, Emil Bohn und Julius Schäffer. Anschließend studierte er in Berlin bei Heinrich Bellermann und Philipp Spitta. Als weitere Lehrer nennt er in der seiner Dissertation beigefügten Vita die Philosophen Wilhelm Dilthey und Paul Deussen sowie den Physiker Hermann Helmholtz. In Berlin wurde er 1890 mit einer Arbeit über die Breslauer Konzertgeschichte promoviert.
Nach dem Studium arbeitete er in Breslau als Musikpädagoge und Musikkritiker. Dort heiratete er Margarethe Levi (* 22. Juni 1881, † 20. April 1945 in Berlin), beide hatten eine Tochter Käte Fanni (* 22. April 1902 in Breslau, † 7. Juni 1976 in Mallorca). Nach der Geburt der Tochter zog die Familie 1902 nach Berlin. Dort war Georg Münzer weiterhin als Musikschriftsteller tätig.
Nach Münzers Tod heiratete seine Witwe Margarethe Münzer 1912 den Maler Alfred Helberger, die Tochter wurde Helbergers Stieftochter und heiratete 1921 den Lehrer Wilhelm Moslé.

## Werk
Georg Münzer arbeitete zur Schlesischen (insbesondere Breslauer) Musikgeschichte. Er verfasste eine Einführung zu Richard Wagners „Ring des Nibelungen“. Er schrieb eine Monographie über den romantischen Opernkomponisten Heinrich Marschner und befasste sich mit anderen Komponisten wie Peter Cornelius und Engelbert Humperdinck. Er verfasste Übungen zum Musikhören und schrieb über den Meistersinger Adam Zacharias Puschmann, dessen „Gründlicher Bericht des deutschen Meister-Gesanges“ von 1574 die Grundlagen für Wagners „Meistersinger von Nürnberg“ geliefert hatte. Für Breitkopf & Härtel schrieb er (1905) Einleitungen zu und später (1907/08) Konzertführer zu Franz Liszts Sinfonischen Dichtungen.
Neben seinen musikwissenschaftlichen Veröffentlichungen verfasste er die Musikerromane Wunibald Teinert (1905) und Der Märchenkantor (1908).
In seinem Nachlass in der Österreichischen Nationalbibliothek befinden sich Kompositionen für Klavier – solo, mit Violine, oder Lieder mit Gesang oder im Trio.

## Schriften (Auswahl)
- Beiträge zur Konzertgeschichte Breslaus am Ende des vorigen und zu Anfang dieses Jahrhunderts. Diss. phil. Fak. Berlin, Breitkopf & Härtel, Leipzig, 1890
- Heinrich Marschner. Harmonie, Verlagsges. f. Literatur und Kunst (= Berühmte Musiker. Lebens- und Charakterbilder nebst Einführung in die Werke der Meister; herausgegeben von Heinrich Reimann XII), 90 Seiten, 3 Faltblatt: 1 Porträt, Illustrationen, Notenbeispiele, Faksimile, Berlin, 1901
- Das Singebuch des Adam Puschman nebst den Originalmelodien des M. Behaim und Hans Sachs. Leipzig/Berlin/Brüssel/London/New York, Breitkopf & Härtel, 1906, 96 S., davon S. 3 Vorwort, S. 5–27 Einleitung, S. 29–84 Notenbeispiele, S. 85–96 Grunttlicher Bericht des deutschen Meister Gesanges, und der deutschen Versen oder Rittmis.
- Wunibald Teinert, eine tragi-komische Musikanten- und Kritikergeschichte. Senff, Leipzig, 1905
- Der Märchenkantor. Berlin, Marquardt, 1908.